# Nova Helénica Rádio, Internet e Televisão
Nova Helénica Rádio, Internet e Televisão (NEPIT, NERIT, do grego: Νέα Ελληνική Ραδιοφωνία, Ίντερνετ και Τηλεόραση) foi uma emissora pública estatal de proposta de Grécia. A sucessora da extinta 
Ellinikí Radiofonía Tileórasi (ERT), espera-se para lançar, em agosto de 2013 e será financiado a partir de taxas de licença de televisão se o Parlamento Helénico aprovar a legislação necessária. Um padrão de teste acompanhado pelo nome da nova emissora apareceu nas telas de televisão através da plataforma Digea em 17 de junho de 2013. O sinal da emissora de televisão pública da Grécia foi restabelecido em 10 de Julho 2013, quase um mês depois de o governo suspender suas operações para reduzir custos.
Em 2015, o governo (então sob Alexis Tsipras, como primeiro-ministro) restaurada ERT como emissora pública da Grécia, e NERIT cessou as transmissões em 11 de junho de 2015 (às 6:00 EEST).